# Seth Curry
Seth Adham Curry (* 23. August 1990 in Charlotte, North Carolina) ist ein US-amerikanischer Basketballspieler, der bei den Charlotte Hornets in der NBA auf der Position des Shooting Guard spielt. Er ist der Sohn des ehemaligen NBA-Spielers Dell Curry und der jüngere Bruder des zweimaligen NBA-MVPs Stephen Curry. Ähnlich seinem Vater und seinem Bruder gilt Curry als guter Dreier-Schütze.

## College

### Liberty University
Seth Curry spielte während seiner Freshman-Saison für die Liberty University und erzielte im Schnitt 20,2 Punkte pro Spiel. Nach einem Jahr an der Liberty University wechselte er an die Duke University.

### Duke University
Nachdem Curry an die Duke University gewechselt war, musste er in seiner Sophomore-Saison aussetzen. Er spielte drei weitere Jahre für die Duke Blue Devils, ehe er sich zur NBA-Draft anmeldete. In seinem letzten Senior-Jahr erzielte Curry 17,5 Punkte im Schnitt.

## Profikarriere

### 2013/14
In der NBA Draft 2013 wurde Curry nicht berücksichtigt. Anschließend wurde er von den Golden State Warriors unter Vertrag genommen, ehe er jedoch entlassen wurde. Nachdem er bei den Santa Cruz Warriors in der D-League spielte und dort durch seine guten Leistungen auffiel, wurde er jeweils kurz von den Memphis Grizzlies und den Cleveland Cavaliers mit NBA-Verträgen ausgestattet. Curry wurde für seine Leistungen in der D-League zudem in das All-Star Game dieser Farmteam-Minor League gewählt.

### 2014/15
Vor der Saison 2014/15 wurde Curry von der Orlando Magic unter Vertrag genommen, jedoch noch vor dem Start der Saison wieder entlassen. Anschließend spielte er für die Erie BayHawks, das D-League-Team der Magic. Er wurde in der Saison 2014/15 zum zweiten Mal in das D-League All-Star Team gewählt. Während der Verletzungspause von Brandon Knight wurde er von den Phoenix Suns für zehn Tage unter Vertrag genommen.

### Seit 2015
Während der Sommerpause 2015 spielte er für die New Orleans Pelicans in der NBA Summer League in Las Vegas. Anschließend unterschrieb er einen Vertrag bei den Sacramento Kings. In den ersten Monaten der Saison spielte er nur gelegentlich und wurde als Einwechselspieler genutzt. Im März und April 2016 jedoch, als feststand, dass die Kalifornier keine Chancen mehr auf das Erreichen der Playoffs haben würden, erhielt Curry mehr Einsatzzeit, einschließlich neun Spielen in der Starting Five. In diesen neun Spielen erzielte er durchschnittlich 14,4 Punkte, 3,0 Rebounds und 3,8 Korbvorlagen bei einer mittleren Einsatzzeit von 29,9 Minuten je Begegnung. Seine Trefferquote beim Dreipunktewurf lag während der gesamten Saison bei 45 %. Sein bestes Saisonspiel zeigte er am 11. April 2016 beim Sieg gegen die Phoenix Suns, als er 20 Punkte erzielte und 15 Korberfolge seiner Mannschaft vorbereitete.
Nach Ablauf seines Vertrages bei den Kings im Sommer 2016 wechselte Curry zu den Dallas Mavericks und unterzeichnete einen bis 2018 laufenden Vertrag. Im Spieljahr 2016/17 erzielte er für die texanische Mannschaft mit 12,8 Punkten je Begegnung einen Wert, der deutlich über seinen bisherigen NBA-Saisonstatistiken lag. Nach zwei Jahren als Ersatzspieler bei den Texanern unterschrieb Curry im Sommer 2018 einen Zweijahresvertrag bei den Portland Trail Blazers.
Nach nur einem Jahr in Portland kehrte Curry im Sommer 2019 zu den Dallas Mavericks zurück und unterzeichnete dort einen Vierjahresvertrag. Zu Beginn der Saison 2020/21 wurde er an die Philadelphia 76ers abgeben. Dort verbuchte er 2020/21 12,5 und 2021/22 15 Punkte im Schnitt, wobei er bei seinen sämtlichen 102 Einsätzen für Philadelphia in der Anfangsaufstellung stand. Im Februar 2022 gab ihn Philadelphia zusammen mit Ben Simmons und Andre Drummond an die Brooklyn Nets ab. Nach dem Ende der Saison 2022/23 wurde der Wechsel von Curry zu den Dallas Mavericks bekannt.
Im Februar 2024 kam er im Rahmen eines Spielertausches zu den Charlotte Hornets und damit zu seiner Mannschaft, für die auch sein Vater gespielt hatte. In der Sommerpause 2024 kam es zwischen Curry und Charlotte erst zur Trennung, Mitte Juli 2024 erhielt er dann doch einen neuen Vertrag.

## Privates
Seth Curry ist der Sohn des ehemaligen Basketballspielers Dell Curry, der während seiner Karriere 16 Jahre in der NBA tätig war. Sein älterer Bruder Stephen ist zweifacher NBA-MVP und viermaliger Meister mit den Golden State Warriors. Wie sein Vater und sein Bruder trug Curry lange Zeit die Rückennummer 30. Mit seinem Wechsel zu den Portland Trail Blazers entschied er sich wieder für die Nummer 31, da die Rückennummer 30 zu Ehren von Terry Porter und Bob Gross gesperrt wurde.
Seit Herbst 2019 ist Curry mit Callie Rivers, der Tochter seines Trainers in Philadelphia, Doc Rivers, verheiratet. Das Paar hat ein 2018 geborenes Kind.

## Karriere-Statistiken

### NBA

#### Hauptrunde
| Saison  | Team                    | GP  | GS  | MPG  | FG % | 3P %  | FT % | RPG | APG | SPG | BPG | PPG  |
| ------- | ----------------------- | --- | --- | ---- | ---- | ----- | ---- | --- | --- | --- | --- | ---- |
| 2013–14 | Memphis / Cleveland     | 2   | 0   | 6.5  | .333 | 1.000 | —    | 0.5 | 0.0 | 1.0 | 0.0 | 1.5  |
| 2014–15 | Phoenix                 | 2   | 0   | 4.0  | .000 | .000  | .000 | 1.0 | 0.5 | 0.0 | 0.0 | 0.0  |
| 2015–16 | Sacramento              | 44  | 9   | 15.7 | .455 | .450  | .833 | 1.4 | 1.5 | 0.5 | 0.1 | 6.8  |
| 2016–17 | Dallas                  | 70  | 42  | 29.0 | .481 | .425  | .850 | 2.5 | 2.7 | 1.1 | 0.1 | 12.8 |
| 2018–19 | Portland                | 74  | 2   | 18.9 | .456 | .450  | .846 | 1.6 | 0.9 | 0.5 | 0.2 | 7.9  |
| 2019–20 | Dallas                  | 64  | 25  | 24.6 | .495 | .452  | .825 | 2.3 | 1.9 | 0.6 | 0.1 | 12.4 |
| 2020–21 | Philadelphia            | 57  | 57  | 28.7 | .467 | .450  | .896 | 2.4 | 2.7 | 0.8 | 0.1 | 12.5 |
| 2021–22 | Philadelphia / Brooklyn | 64  | 64  | 33.4 | .487 | .422  | .872 | 3.1 | 3.6 | 0.8 | 0.2 | 15.0 |
| 2022–23 | Brooklyn                | 61  | 7   | 19.8 | .463 | .405  | .927 | 1.6 | 1.6 | 0.6 | 0.1 | 9.2  |
| 2023–24 | Dallas / Charlotte      | 44  | 4   | 14.0 | .392 | .352  | .903 | 1.5 | 1.0 | 0.5 | 0.1 | 5.1  |
| Gesamt  | Gesamt                  | 482 | 210 | 23.5 | .471 | .431  | .864 | 2.1 | 2.0 | 0.7 | 0.1 | 10.4 |

#### Play-offs
| Saison  | Team         | GP | GS | MPG  | FG % | 3P % | FT %  | RPG | APG | SPG | BPG | PPG  |
| ------- | ------------ | -- | -- | ---- | ---- | ---- | ----- | --- | --- | --- | --- | ---- |
| 2018–19 | Portland     | 16 | 0  | 20.4 | .366 | .404 | .818  | 1.6 | 0.8 | 0.8 | 0.3 | 5.6  |
| 2019–20 | Dallas       | 6  | 0  | 28.8 | .585 | .476 | 1.000 | 1.8 | 1.3 | 1.0 | 0.0 | 12.8 |
| 2020–21 | Philadelphia | 12 | 12 | 31.8 | .578 | .506 | .789  | 2.3 | 2.3 | 0.8 | 0.3 | 18.8 |
| 2021–22 | Brooklyn     | 4  | 4  | 33.1 | .564 | .522 | .667  | 2.5 | 3.0 | 0.3 | 0.8 | 14.5 |
| 2022–23 | Brooklyn     | 3  | 0  | 19.4 | .526 | .333 | .667  | 1.0 | 2.0 | 0.0 | 0.0 | 8.3  |
| Gesamt  | Gesamt       | 41 | 16 | 26.1 | .524 | .468 | .805  | 1.9 | 1.6 | 0.7 | 0.2 | 11.6 |